# Hohenöllen
Hohenöllen là một đô thị ở huyện Kusel, bang Rheinland-Pfalz, phía tây nước Đức. Đô thị Hohenöllen có diện tích 5,17 km².